# Takuya Kimura
Takuya Kimura (木村 拓哉 Kimura Takuya?,  Tokio, Japón, 13 de noviembre de 1972), también conocido de manera artística como Kimutaku, es un actor, cantante y locutor de radio japonés. Kimura es bien conocido en Japón por haber sido miembro de SMAP, la banda de chicos con más ventas de Asia. Es considerado como un ícono japonés tras lograr llevar a cabo carreras exitosas tanto como cantante y actor, además de influir en la cultura e idioma japonés, siendo una de las celebridades más populares de Asia.
En 1996, Kimura protagonizó la serie de televisión Long Vacation, la cual fue su primer papel principal, y se volvió un programa muy popular. En los años siguientes, debido al sucesivo éxito de las series protagonizadas por Kimura, fue apodado como "El rey del rating". Cinco de sus trabajos más exitosos también clasifican en las diez series televisivas más populares de la historia japonesa. Su serie del año 2001, Hero, es considerado el programa de mayor rating de toda la historia de Japón. También ha protagonizado películas taquilleras como Howl no Ugoku Shiro (2004), Love and Honor (2006) y Hero (2007).

## Primeros años
Kimura nació el 13 de noviembre de 1972 en la ciudad de Tokio, Japón, pero pasaría sus primeros años en Minoh, Prefectura de Osaka. A la edad de seis años, se trasladó a Chiba para asistir a la escuela.

## Carrera

### Música
En 1987, a la edad de quince años, Kimura realizó una audición con el fin de ingresar a Johnny & Associates, una agencia de talentos especializada en reclutar y entrenar a muchachos jóvenes, desde preadolescentes a adolescentes, para así convertirse en cantante. Las audiciones estuvieron lantentes desde 1986 a 1987, y en otoño de 1987, veinte jóvenes, de edades de diez a diecisiete años, fueron agrupados en un grupo llamado The Skate Boys, el cual fue inicialmente creado para ser bailarines de respaldo para la famosa boy band, Hikaru Genji. En abril de 1988, el productor Johnny Kitagawa eligió a seis de los veinte muchachos, Kimura incluido, para crear una nueva banda de chicos que más tarde sería llamada "SMAP".

### Actuación
En 1988, Kimura hizo su debut como actor en la serie de televisión Abunai Shonen III, junto con los otros miembros de su banda. Luego de aparecer en varias series, atrajo la atención mediática al conseguir un papel en una serie televisiva popular, Asunaro Hakusho, en 1993. A partir de 1994, los hombres en Japón comenzaron a copiar su estilo y manera de vestir, ya que la ropa y artículos de moda que usaba Kimura se convirtieron en éxitos instantáneos, siendo los gafas gruesas y de montura negra que usó en Asunaro Hakusho una de ellas. El fenómeno fue colectivamente llamado como "síndrome de Kimutaku". Ganó el Ishihara Yujiro New Artist Award por su actuación en Shoot, su debut en la pantalla grande.

## Filmografía

### Dramas TV
- Believe: A Bridge to You como Riku Kariyama (TV Asahi, 2024)
- The Swarm como Mifune (ZDF, 2023)
- 10 Count to the Future como Shōgo Kirisawa (TV Asahi, 2022)
- Kyojo	como Kimichika Kazama (Fuji TV, 2020)
- La Grande Maison Tokyo como Natsuki Obana (TBS, 2019)
- BG Personal Bodyguard como Akira Shimazaki (TV Asahi, 2018)
- I'm Home como Hisashi Ieji (Fuji TV, 2015)
- Sazae-san (voz) (Fuji TV, 2014, episodio 7148)
- Andō Lloyd: A.I. knows Love? como Reiji Matsushima / Lloyd Ando (TBS, 2013)
- Priceless: Aru Wake Nedaro, Nnamon! como Fumio Kindaichi (Fuji TV, 2012)
- Nankyoku Tairiku como Takeshi Kuramochi (TBS, 2011)
- Tsuki no Koibito como Rensuke Hazuki (Fuji TV, 2010)
- MR. BRAIN como Ryusuke Tsukumo (TBS, 2009)
- CHANGE como Asakura Keita (Fuji TV, 2008)
- Karei naru Ichizoku como Manypo Teppei (TBS, 2007)
- Hero SP como Kohei Kuryu (Fuji TV, 2006)
- Saiyuuki como Emperor Genyoku (Fuji TV, 2006, ep1)
- Engine como Kanzaki Jiro (Fuji TV, 2005)
- Pride como Satonaka Halu (Fuji TV, 2004)
- Good Luck!! como Shinkai Hajime (TBS, 2003)
- Sora Kara Furu Ichioku no Hoshi como Katase Ryo (Fuji TV, 2002)
- Chuushingura 1/47 como Hirobe Yasubei (Fuji TV, 2001)
- Hero como Kuriyu Kouhei (Fuji TV, 2001)
- Yonimo Kimyona Monogatari BLACK ROOM (Fuji TV, 2001)
- Food Fight como Kyutaro (voz) (NTV, 2000)
- Beautiful Life como Okishima Shuji (TBS, 2000)
- Konya wa Eigyouchu (Fuji TV, 1999)
- Nemureru Mori como Ito Naoki (Fuji TV, 1998)
- Oda Nobunaga como Oda Nobunaga (TBS, 1998)
- Love Generation como Katagiri Teppei (Fuji TV, 1997)
- Gift como Yukio/Takehiro (Fuji TV, 1997)
- Ii Hito como Yukio Hayasaka (Fuji TV, 1997)
- Boku ga Boku de Aru Tame ni como Kurosawa Riki (Fuji TV, 1997)
- Kyousoukyoku como Takakura Kakeru (TBS, 1996)
- Long Vacation como Hidetoshi Senna (Fuji TV, 1996)
- Lieutenant Ninzaburo Furuhata como  Hayashi Isao (Fuji TV, 1996, ep17)
- Jinsei wa Jojo da como Ogami Kazuma (TBS, 1995)
- Kimi wa Toki no Kanata e como Tokugawa Ieyasu (TV Asahi, 1995)
- Wakamono no Subete como Ueda Takeshi (Fuji TV, 1994)
- Asunaro Hakusho como Toride Osamu (Fuji TV, 1993)
- Izu no Odorikko como Masato Katase (TV Tokyo, 1993)
- Sono Toki, Heart wa Nusumareta como Masato Katase (Fuji TV, 1992)
- Otouto como Hekiro (TBS, 1990)

### Películas
- Kyojo: The Movie como Kimichika Kazama (2026)
- Tokyo Taxi como Koji Usami (2025)
- La Grande Maison Paris como Natsuki Obana (2024)
- El chico y la garza como Shoichi Maki (2023, voz)
- The Legend and Butterfly como Oda Nobunaga (2023)
- La espada del inmortal como Manji (2017)
- Hero como Kohei Kuryu (2015)
- Space Battleship Yamato como Susumu Kodai (2010)
- Redline como JP (2010, voz)
- I Come with the Rain como Shitao (2009)
- Hero como Kohei Kuryu (2007)
- Love and Honor como Shinosuke Mimura (2006)
- El castillo ambulante como Howl (2004, voz)
- 2046 como Tak (2004)
- Kimi wo Wasurenai / Fly Boys, Fly! como Ueda Junichiro (1995)
- Shoot como Yoshiharu Kubo (1994)
- Hajimete no Natsu ~Airplane Brothers~ como  Kitayama Hiroshi (1993)
- Kokoro no Kagami ~Mirror of the Heart~ como Takeru (1990)

## Premios
- 12th Nikkan Sports Drama Grand Prix (abril-junio 2008): Mejor actor por CHANGE
- 2nd Seoul Drama Awards: Best Actor for Karei naru Ichizoku (2007)
- 52nd Television Drama Academy Awards: Best Actor for Karei naru Ichizoku (2007)
- 6th Nikkan Sports Drama Grand Prix (02-03): Best Actor for Good Luck!!
- 33rd Television Drama Academy Awards: Best Actor for Sora Kara Furu Ichioku no Hoshi (2002)
- 28th Television Drama Academy Awards: Best Actor for Hero (2001)
- 4th Nikkan Sports Drama Grand Prix (00-01): Best Actor for Hero
- 24th Television Drama Academy Awards: Best Actor for Beautiful Life (2000)
- 3rd Nikkan Sports Drama Grand Prix (99-00): Best Actor for Beautiful Life
- 19th Television Drama Academy Awards: Best Actor for Nemureru Mori (1998)
- 1st Nikkan Sports Drama Grand Prix (97-98): Best Actor for Love Generation
- 15th Television Drama Academy Awards: Best Actor for Love Generation (1997)
- 9th Television Drama Academy Awards: Best Actor for Long Vacation (1996)
- 7th Television Drama Academy Awards: Best Outfit in Jinsei wa Jojo da (1995)
- 3rd Television Drama Academy Awards: Best Outfit in Wakamono no Subete (1994)
- Award: Best Jeanist (1994, 1995, 1996, 1997, 1998)